# Квінт Цецилій Метелл (консул 206 року до н. е.)
Квінт Цецилій Метелл (240—175 роки до н. е.) — політичний, державний та військовий діяч Римської республіки, консул 206 року до н. е., відомий красномовець.

## Життєпис
Походив з роду нобілів Цецилієв. Син Луція Цецилія Метелла, великого понтифіка.
У 216 році до н. е. став членом колегії понтифіків. У 209 році до н. е. став плебейським едилом, а у 208 році до н. е. — курульним едилом. У 207 році до н. е. служив легатом в армії Тіберія Семпронія Гракха, брав участь у битві при Метаврі проти Гасдрубала Барки. Був одним з посланців, хто сповістив сенат про перемогу над карфагенянами.
У 207 році до н. е. диктатор Марк Лівій Салінатор призначив Метелла начальником кінноти. У 206 році до н. е. був обраний консулом разом з Луцієм Ветурієм Філоном. Вів війну проти карфагенян у Бруттії, але активних дій не провадив. У 205 році до н. е. його повноваження були подовжені, а наприкінці року призначено диктатором для проведення виборів.
У 204 році до н. е. став членом комісії з розслідування порушення римського гарнізону у Локрах. Водночас у сенаті захищав Публія Корнелія Сципіона Африканського. У 201—200 роках до н..е Метелл був одним з децемвірів, хто займався розподілом землі поміж ветеранів. У 185—184 роках до н. е. Метелл був членом посольства, яке спочатку займалося суперечками Філіппа V, царя Македонії з сусідами, а потім конфліктом між ахейцями та спартанцями.

## Родина
- Квінт Цецилій Метелл Македонський.
- Луцій Цецилій Метелл Кальв.